# Sevrey
Sevrey est une commune française située dans le département de Saône-et-Loire, en région Bourgogne-Franche-Comté.

## Géographie

### Géologie et relief
La commune se compose de surfaces de 640 hectares en zone agricole, 150 hectares en zones d'habitation et 60 hectares en zones d'activité.

### Climat
Pour des articles plus généraux, voir Climat de la Bourgogne-Franche-Comté et Climat de Saône-et-Loire.
En 2010, le climat de la commune est de type climat océanique dégradé des plaines du Centre et du Nord, selon une étude du Centre national de la recherche scientifique s'appuyant sur une série de données couvrant la période 1971-2000. En 2020, Météo-France publie une typologie des climats de la France métropolitaine dans laquelle la commune est dans une zone de transition entre le climat océanique altéré et le climat océanique altéré et est dans la région climatique Bourgogne, vallée de la Saône, caractérisée par un bon ensoleillement (1 900 h/an), un été chaud (18,5 °C), un air sec au printemps et en été et des vents faibles.
Pour la période 1971-2000, la température annuelle moyenne est de 11,2 °C, avec une amplitude thermique annuelle de 18,2 °C. Le cumul annuel moyen de précipitations est de 828 mm, avec 10,9 jours de précipitations en janvier et 7,3 jours en juillet. Pour la période 1991-2020, la température moyenne annuelle observée sur la station météorologique de Météo-France la plus proche, « Saint-Marcel », sur la commune de Saint-Marcel à 6 km à vol d'oiseau, est de 12,3 °C et le cumul annuel moyen de précipitations est de 818,4 mm. 
La température maximale relevée sur cette station est de 41,8 °C, atteinte le 12 août 2003 ; la température minimale est de −20 °C, atteinte le 16 janvier 1985,,.
Les paramètres climatiques de la commune ont été estimés pour le milieu du siècle (2041-2070) selon différents scénarios d'émission de gaz à effet de serre à partir des nouvelles projections climatiques de référence DRIAS-2020. Ils sont consultables sur un site dédié publié par Météo-France en novembre 2022.

## Urbanisme

### Typologie
Au 1er janvier 2024, Sevrey est catégorisée ceinture urbaine, selon la nouvelle grille communale de densité à sept niveaux définie par l'Insee en 2022.
Elle appartient à l'unité urbaine de Chalon-sur-Saône, une agglomération intra-départementale regroupant treize  communes, dont elle est une commune de la banlieue,,. Par ailleurs la commune fait partie de l'aire d'attraction de Chalon-sur-Saône, dont elle est une commune de la couronne,. Cette aire, qui regroupe 109 communes, est catégorisée dans les aires de 50 000 à moins de 200 000 habitants,.

### Occupation des sols
L'occupation des sols de la commune, telle qu'elle ressort de la base de données européenne d’occupation biophysique des sols Corine Land Cover (CLC), est marquée par l'importance des territoires agricoles (74,8 % en 2018), en diminution par rapport à 1990 (82,9 %). La répartition détaillée en 2018 est la suivante : terres arables (68 %), zones industrielles ou commerciales et réseaux de communication (11,1 %), zones urbanisées (8,3 %), prairies (6,7 %), forêts (5,9 %). L'évolution de l’occupation des sols de la commune et de ses infrastructures peut être observée sur les différentes représentations cartographiques du territoire : la carte de Cassini (XVIIIe siècle), la carte d'état-major (1820-1866) et les cartes ou photos aériennes de l'IGN pour la période actuelle (1950 à aujourd'hui).

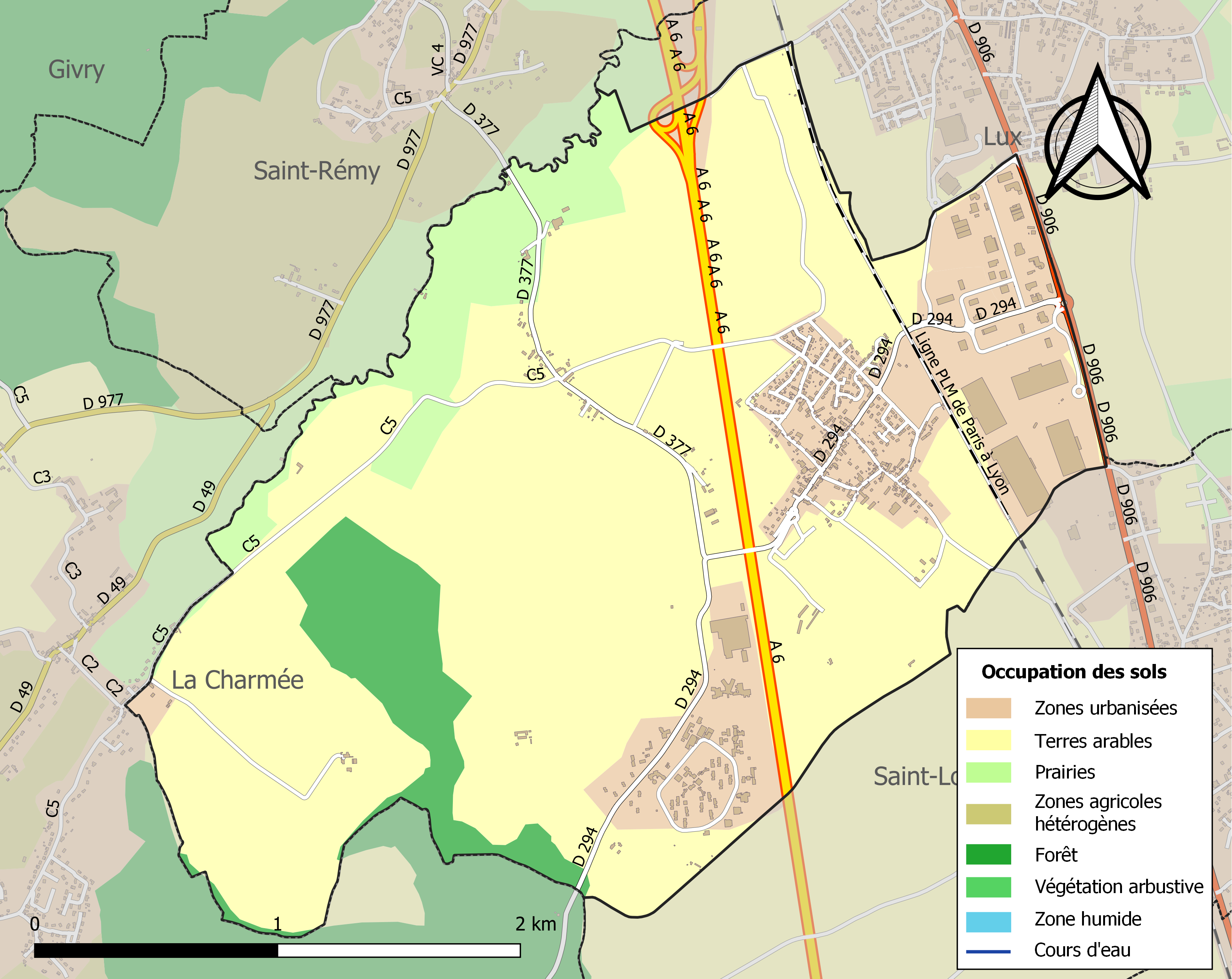
Carte des infrastructures et de l'occupation des sols de la commune en 2018 (CLC).

## Histoire
Au Moyen Âge, la prospérité du bourg est due à de nombreux ateliers de céramique commune grise. Cette production chargée sur des chariots empruntait alors la route de Sevrey à Lux,.

## Politique et administration

### Listes des maires
| Période                                  | Période      | Identité        | Étiquette | Qualité                              |
| ---------------------------------------- | ------------ | --------------- | --------- | ------------------------------------ |
| Les données manquantes sont à compléter. |              |                 |           |                                      |
| 1882                                     | ?            | Léon Gillot     | GD        | Député, sénateur, conseiller général |
| avant 1981                               | ?            | Marcel Palluet  | DVG       |                                      |
| mars 1989                                | octobre 2018 | Bernard Duparay |           |                                      |
| décembre 2018                            | en cours     | Joëlle Tarlet   |           |                                      |

### Canton et intercommunalité
La commune fait partie du Grand Chalon.

### Politique environnementale
La collecte des ordures ménagères et autres est gérée par le Grand Chalon.

## Population et société

### Démographie
L'évolution du nombre d'habitants est connue à travers les recensements de la population effectués dans la commune depuis 1793. Pour les communes de moins de 10 000 habitants, une enquête de recensement portant sur toute la population est réalisée tous les cinq ans, les populations de référence des années intermédiaires étant quant à elles estimées par interpolation ou extrapolation. Pour la commune, le premier recensement exhaustif entrant dans le cadre du nouveau dispositif a été réalisé en 2006.

En 2022, la commune comptait 1 208 habitants, en évolution de −1,87 % par rapport à 2016 (Saône-et-Loire : −1,06 %, France hors Mayotte : +2,11 %).
| 1793 | 1800 | 1806 | 1821 | 1831  | 1836  | 1841  | 1846  | 1851  |
| ---- | ---- | ---- | ---- | ----- | ----- | ----- | ----- | ----- |
| 639  | 722  | 722  | 815  | 1 058 | 1 122 | 1 105 | 1 120 | 1 154 |

| 1856  | 1861  | 1866  | 1872 | 1876 | 1881 | 1886 | 1891 | 1896 |
| ----- | ----- | ----- | ---- | ---- | ---- | ---- | ---- | ---- |
| 1 164 | 1 089 | 1 081 | 536  | 525  | 560  | 546  | 546  | 477  |

| 1901 | 1906 | 1911 | 1921 | 1926 | 1931 | 1936 | 1946 | 1954 |
| ---- | ---- | ---- | ---- | ---- | ---- | ---- | ---- | ---- |
| 453  | 423  | 380  | 395  | 399  | 380  | 347  | 389  | 403  |

| 1962 | 1968 | 1975  | 1982  | 1990  | 1999  | 2006  | 2011  | 2016  |
| ---- | ---- | ----- | ----- | ----- | ----- | ----- | ----- | ----- |
| 412  | 455  | 1 122 | 1 302 | 1 096 | 1 241 | 1 446 | 1 406 | 1 231 |

| 2021  | 2022  | - | - | - | - | - | - | - |
| ----- | ----- | - | - | - | - | - | - | - |
| 1 235 | 1 208 | - | - | - | - | - | - | - |

### Enseignement
Le village possède cinq classes de niveau élémentaire (maternelle et primaire). Il y a aussi une bibliothèque qui possèdent plus de 8 000 ouvrages.

### Santé
Un centre hospitalier spécialisé (CHS) est implanté sur la commune, structure mise sur pied vers 1970 en tant qu'hôpital psychiatrique départemental et ayant la forme d'un village destiné à « accueillir 600 malades mentaux, alcooliques ou arriérés ».
L'hôpital le plus proche se situe à Chalon-sur-Saône.

### Cultes
Culte catholique dans l'église du village.

### Sports
Cette commune possède un stade de football ou évolue le club de « SL Sevrey » qui évolue pour son équipe première en 2e division du Pays saônois en 2011-2012. Le village a également des terrains de tennis utilisés par le club local.

### Associations
Il y a 12 associations et 3 associations école (football, tennis et musique). À noter que sur l'association école de musique, elle possède une école de musique (80 élèves) et la fanfare de Sevrey (une quarantaine de membres).

## Économie
La zone d'activités communale et la zone communautaire (Distripole) représentent 600 emplois sur 60 hectares de terrains, avec un important regroupement de pôles motos et la présence du transporteur Norbert Dentressangle. Les deux autres grosses entités pourvoyeuses d'emplois sont le fabricant industriel de sandwiches Daunat (350 à 450 emplois) et le CHS (850 emplois) situé sur une partie de la zone agricole de la commune. Le plus grand cybermarchand au monde, Amazon, y a ouvert son 3e entrepôt français à l'automne 2012, avec 500 emplois permanents.

## Culture locale et patrimoine

### Lieux et monuments
- L'église, placée sous le vocable de saint Martin, reconstruite en 1862 par l’architecte chalonnais Narjoux, qui conserva, dans son projet, deux chapelles du XVe siècle et une abside romane utilisée comme sacristie. L’église comporte une nef unique et deux chapelles latérales formant un faux transept. La chapelle Sud est gothique ; la chapelle Nord, symétrique, est moderne, mais a réemployé un remplage de pierre flamboyant à claire-voie. Le clocher de façade, reconstruit en 1858, est ajouré à l’étage unique de beffroi, de fenêtres jumelées en cintre surbaissé. La chapelle Sud est épaulée de contreforts obliques. Le tympan du portail est sculpté de saint Martin, daté et signé : « J. Bapt. Briand, 1866 »[27].

### Personnalités liées à la commune
- Claude Delorme (né en 1857), qui fut instituteur à Sevrey de 1887 à 1897 (avant de rejoindre Ormes en 1897 puis Simandre en 1901) et s'y fit remarquer pour l'excellence de son enseignement, qui lui valut d'être promu officier d'académie en 1910. Particulièrement versé dans les domaines de l'agriculture et de la nature, il avait été fait chevalier du mérite agricole en 1905. Il était membre de la Société nationale des conférences populaires (fondée en 1890), dont il reçut successivement les médailles de bronze, d'argent et de vermeil[28].
- Léon Gillot, sénateur de 1900 à 1907, ancien maire de la commune et ancien conseiller général de Chalon Sud[29].
- Auguste Champion, sculpteur.
- Jeannette Guyot, grande résistante, privilégiant le « terrain ». Née le 26 février 1919 à Chalon-sur-Saône (Saône-et-Loire); décédée le 10 avril 2016. Mariée à Marcel Gaucher, agent « Sussex ». Entre dans la Résistance à 21 ans. Réseaux : Amarante, Confrérie Notre Dame, Phratrie. sous la direction du BCRA. Exfiltrée vers Angleterre par avion le 13/14 mai 1943. À sa demande insistante, car elle veut retourner sur le « terrain », elle entre dans le plan « Sussex » et, pour l'opération « Calanque », elle est parachutée le 8 février 1944 près de Loches (Indre-et-Loire). Grades : sergent puis lieutenant. Décorations : chevalier de la Légion d'honneur, British George Medal, American Distinguished Cross (cette dernière décoration est exceptionnelle car seulement deux femmes l'ont reçue !).

## Pour approfondir